# سوریه (استان رومی)

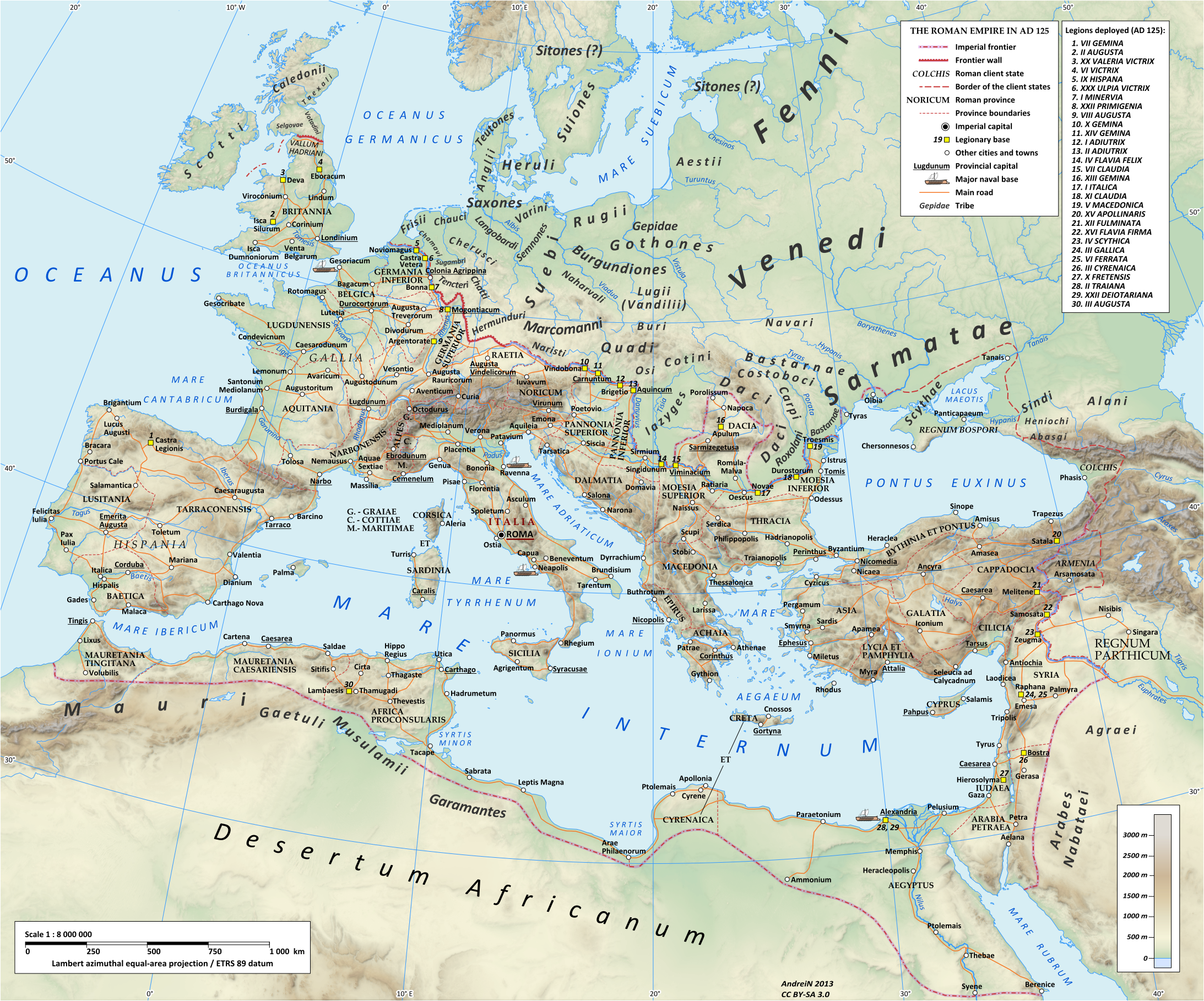
نقشهٔ امپراتوری روم در سال ۱۲۵ میلادی و موقعیت استان سوریه در آسیای غربی

سوریه یکی از استان‌های روم بود. این منطقه در سال ۶۴ پیش از میلاد توسط پومپه، سیاست‌مدار و جنگ‌سالار رومی و در پی پیروزی در سومین نبرد از جنگ‌های مهردادی به خاک جمهوری روم ضمیمه شد و برای هفت سده تحت حکومت روم و سپس بیزانس قرار داشت تا آنکه در سال ۶۳۶ میلادی به‌دست فاتحان مسلمان افتاد.

## تاریخچه

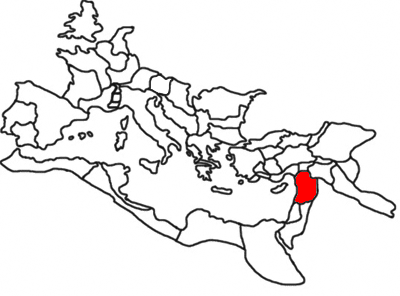
استان سوریه در نقشهٔ امپراتوری روم با رنگ قرمز مشخص شده‌است

ارتش سوریه در نخستین دورهٔ پس از تشکیل امپراتوری روم موسوم به «پرینکیپاته»، سه لژیون از ارتش امپراتوری را تشکیل می‌داد که وظیفهٔ پاسداری از مرزهای بین روم و امپراتوری اشکانیان را برعهده داشت. همچنین با حمایت این ارتش بود که وسپاسیان در نخستین سدهٔ میلادی دست به کودتا زد و در بحران قرن سوم نیز استان سوریه از اهمیتی حیاتی و استراتژیک برخوردار بود.
از اواخر سدهٔ دوم میلادی، تنی چند از سوری‌های سرشناس ازجمله کلودیوس پمپیانوس و آویدیوس کاسیوس وارد سنای روم شدند. حتی در سدهٔ سوم برخی از اهالی سوریه همچون فیلیپ عرب توانستند به جایگاه امپراتوری دست یابند. این استان همچنین از سال ۲۶۰ تا ۲۷۳ بخشی از امپراتوری جداشدهٔ پالمیرا بود.
پس از روی کار آمدن دیوکلتیان در سال ۲۸۴ و انجام اصلاحات حکومتی و تقسیمات اداری از سوی او (دومیناته)، سوریه همراه با چند استان دیگر زیر بخش حاکم‌نشین شرقی قرار گرفت. پس از آن در زمانی بین سال‌های ۳۳۰ تا ۳۵۰ (احتمالاً پیرامون ۳۴۱)، استان ایوفراتنسیس در جنوب سوریه موسوم به کوئله‌سوریه، در کرانهٔ باختری رود فرات که پیشتر قلمرو پادشاهی کماژن بود به‌وجود آمد و هیراپولیس به‌عنوان پایتخت آن انتخاب گردید. اما کوئله پس از حدود سال ۴۱۵ بازهم دستخوش تقسیماتی دیگر شد و دو استان جدید به نام‌های سوریه یک به پایتختی انطاکیه و سوریه دو یا سالوتاریس به پایتختی آپامیا از آن به‌وجود آمد. پس از آن ژوستینیان یکم، امپراتور بیزانس، در سال ۵۲۸ استان ساحلی کوچک تئودوریاس را در منطقه‌ای از خاک هر دو استان پایه‌گذاری کرد.
این منطقه در دوران امپراتوری بیزانس به‌عنوان یکی از مهمترین استان‌های روم شرقی باقی ماند اما در فاصلهٔ ۶۰۹ تا ۶۲۸ به تصرف ساسانیان آمد تا آنکه هراکلیوس آنجا را بازپس‌گرفت. اما در نهایت استان سوریه پس از نبرد یرموک در اوت سال ۶۳۶ و سقوط انطاکیه، به دست فاتحان مسلمان افتاد.